# Alain Clément Amiézi
Alain Clément Amiézi, né le 28 septembre 1970 à Dimbokro, est un évêque catholique ivoirien. Il est évêque du diocèse d'Odienné depuis 2022.

## Biographie
Alain Clément Amiezi rejoint la Société des Missions Africaines à Ébimpé en 1991 et y étudie la philosophie. Il étudie ensuite la théologie au grand séminaire du Sacré-Cœur de Marie d'Anyama et est ordonné prêtre du diocèse de Bondoukou par Félix Kouadjo le 1er mai 1999. 
De 1999 à 2004, il est vicaire à la cathédrale Sainte-Odile de Bondoukou et chargé de la pastorale diocésaine des vocations et des médias. Il étudie à l’université pontificale urbanienne à Rome de 2004 à 2008 où il obtient son doctorat en dogmatique. De 2009 à 2021, il devient professeur de dogmatique au grand séminaire d'Anyama et maître de conférences invité à l'université catholique de l'Afrique de l'Ouest. Il enseigne également à l'Institut théologique jésuite et à l'Institut missionnaire catholique d' Abidjan.
Depuis 2011, il est secrétaire exécutif de la commission pour la doctrine de la foi de la Conférence des évêques catholiques de Côte d'Ivoire. À partir de 2021, il est nommé curé à la cathédrale Sainte Odile de Bondoukou. Parallèlement, il devient membre du conseil des prêtres, du collège des consulteurs et d'autres organismes diocésains tels que la commission pour l'œcuménisme et le dialogue interreligieux. 

### Épiscopat
Le pape François le nomme évêque du diocèse d'Odienné le 30 juin 2022,. Il est ordonné évêque à Odienné le 25 septembre de la même année, en la cathédrale Saint-Augustin d'Odienné par l'archevêque de archidiocèse de Korhogo, Ignace Bessi Dogbo, les co-consécrateurs sont l'évêque de Bondoukou, Bruno Essoh Yedoh, et l'évêque du diocèse de Man, Gaspard Béby Gnéba, qui administrait le diocèse d'Odienné comme administrateur apostolique depuis mai 2019 lors de la vacance du siège épiscopal,. Il est le quatrième évêque du diocèse d'Odiénné.

## Publication
- Alain clément Amiézi, Baptême et engagement prophétique pour une Eglise adulte en Afrique : ombres et lumières de l'apostolat des laïcs en Côte d'Ivoire, Côte d'Ivoire, Collogny, 2018, 291 p. (ISBN 978-2-9564147-0-4)[11],[12]